# Lodha Fiorenza Milano Tower
La Lodha Fiorenza Milano Tower est un gratte-ciel résidentiel en construction à Mumbai en Inde. Il s'élève à 186 mètres. Son achèvement est prévu pour 2017. 